# سیارک ۱۶۸۵۳
سیارک ۱۶۸۵۳ (به انگلیسی: 16853 Masafumi، نامگذاری:1997YV2)۱۶۸۵۳مین سیارک کشف شده‌است که در ۲۱ دسامبر ۱۹۹۷ کشف شد.